# Piprites griseiceps
A Piprites griseiceps a madarak osztályának verébalakúak (Passeriformes) rendjébe és a királygébicsfélék (Tyrannidae) családjába tartozó faj.

## Rendszerezés
Besorolása vitatott, egyes rendszerezők a kotingafélék (Cotingidae) családjába sorolják a nemet.

## Előfordulása
Közép-Amerikában, Costa Rica, Guatemala, Honduras és Nicaragua területén honos. A természetes élőhelye szubtrópusi és trópusi síkvidéki esőerdők.

## Megjelenése
Átlagos testhossza 12 centiméter, testtömege 16 gramm.